# Ахмедов, Джебраил Ахмед оглы
Джебраил Ахмедович Ахмедов (азерб. Cəbrayıl Əhməd oğlu Əhmədov; 1876, Баку, Бакинская губерния, Российская империя — 1966, Баку) — азербайджанский ковроткач.

## Биография
Джабраил Ахмедов родился в Баку в 1876 году. Являлся одним из основателей производственного объединения «AзерХалча». В 1928—1966 годах являлся начальником отдела производства данного предприятия.
В период деятельности Джабраила Ахмедова  в артели были сотканы ковры высокого качества, такие, как «Хамсе» Низами, «В. И. Ленин», «И. В. Сталин» — самое крупное изделие в Азербайджане, «У. Гаджибеков», «М. Азизбеков», «Т. Г. Шевченко», и другие ковры-портреты. Джабраил Ахмедов был удостоен звания лауреата «Сталинской премии», награждён орденом «Трудового Красного Знамени».
Умер в г. Баку в 1966 году.